# بونقور
بونقور هي مدينة، في تشاد، وهي عاصمة منطقة مايو كيبي الشرقي، يبلغ عدد سكانها 27,770 نسمة وذلك حسب إحصائيات سنة 2009.

## المناخ
يظهر الجدول التالي التغييرات المناخية على مدار السنة لبونقور:
| البيانات المناخية لـبونقور        | البيانات المناخية لـبونقور | البيانات المناخية لـبونقور | البيانات المناخية لـبونقور | البيانات المناخية لـبونقور | البيانات المناخية لـبونقور | البيانات المناخية لـبونقور | البيانات المناخية لـبونقور | البيانات المناخية لـبونقور | البيانات المناخية لـبونقور | البيانات المناخية لـبونقور | البيانات المناخية لـبونقور | البيانات المناخية لـبونقور | البيانات المناخية لـبونقور |
| الشهر                             | يناير                      | فبراير                     | مارس                       | أبريل                      | مايو                       | يونيو                      | يوليو                      | أغسطس                      | سبتمبر                     | أكتوبر                     | نوفمبر                     | ديسمبر                     | المعدل السنوي              |
| --------------------------------- | -------------------------- | -------------------------- | -------------------------- | -------------------------- | -------------------------- | -------------------------- | -------------------------- | -------------------------- | -------------------------- | -------------------------- | -------------------------- | -------------------------- | -------------------------- |
| متوسط درجة الحرارة الكبرى °م (°ف) | 34 (93)                    | 36 (96)                    | 39 (103)                   | 42 (107)                   | 40 (104)                   | 38 (100)                   | 34 (93)                    | 31 (88)                    | 33 (92)                    | 37 (98)                    | 37 (98)                    | 34 (94)                    | 36 (97)                    |
| متوسط درجة الحرارة الصغرى °م (°ف) | 14 (57)                    | 16 (60)                    | 19 (67)                    | 23 (74)                    | 25 (77)                    | 24 (75)                    | 23 (73)                    | 22 (72)                    | 22 (72)                    | 22 (71)                    | 17 (63)                    | 15 (59)                    | 20 (68)                    |
| المصدر: Weatherbase               |                            |                            |                            |                            |                            |                            |                            |                            |                            |                            |                            |                            |                            |